# Лакоба, Сария Ахмедовна
Сария Ахмедовна Лакоба (урождённая Джих-оглы; 1904, Батуми, Батумская область — 16 мая 1939, Тбилиси, Грузинская ССР) — супруга государственного деятеля советской Абхазии Нестора Лакоба, известная своей стойкостью в тюрьме НКВД, где её принуждали опорочить имя мужа, объявленного «врагом народа».

## Биография

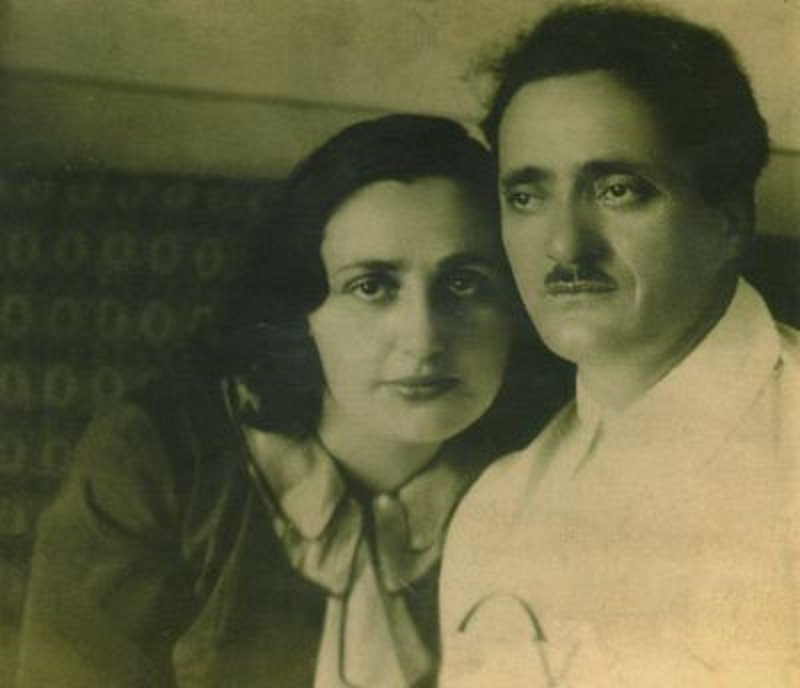
Сария и Нестор Лакоба, 1930-е годы

Сария Ахмедовна Джих-оглы родилась в городе Батуми в состоятельной семье аджарцев. Её отец Ахмед-Мамед Джих-оглы владел хлебопекарней, несколькими небольшими магазинами, а также тремя домами на берегу моря, которые сдавались внаём. Мать Мелек Патладзе была грузинкой-мусульманкой родом из Очамчыры, в браке с Ахмедом Джих-оглы воспитала семерых детей.
В 1920 году Нестор Лакоба скрывался в доме её родителей от английских оккупационных властей. В 1921 году они вступили брак.
К этому времени Сария ещё не успела окончить школу, и супруг нанял для неё репетиторов в Сухуме. Сария экстерном сдала экзамены и получила аттестат зрелости, потом «занималась самообразованием, много читала», — свидетельствовала Адиле Аббас-оглы. «Сария много читала и собирала редкие книги», — отмечала она.
«Сария была женщиной редкой красоты — стройная брюнетка с большими карими бархатными глазами, излучавшими доброту, и обворожительной улыбкой. Голос у неё был нежный и певучий, походка — лёгкая. При всём том она отличалась мужественным, волевым характером», — вспоминала о ней Адиле Аббас-оглы, «Она отличалась элегантностью и тонким вкусом».
Супруга Сталина Надежда подарила ей пистолет, это произошло во время отдыха Сталина с женой на Кавказе в 1932 году.
Адиле Аббас-оглы, жена брата Сарии, вспоминала: «Ходили слухи, что Сталин был даже тайно влюблён в Сарию. Нет, между ними ничего не было. Но он откровенно ею любовался, а однажды при всех сказал Берия: „Смотри-ка, Нестор тебя во всём обошёл: на такой красавице женился!“». Отрицал любовную связь между Сталиным и Сарией и охранник Лакобы — Давлет Кандалия.
Адиле Аббас-оглы вспоминала: «Сария была врождённая умница, она понимала, что раз их в Москве принимают, надо уметь себя вести, правильно одеваться, стол накрывать. Она говорила: наши абхазские обычаи надо оставить для себя. А когда приезжает кто-то из Москвы, надо показать, что мы культурные люди. Она хорошо танцевала, говорила по-грузински, по-турецки, по-русски, по-абхазски».

## Отравление Нестора

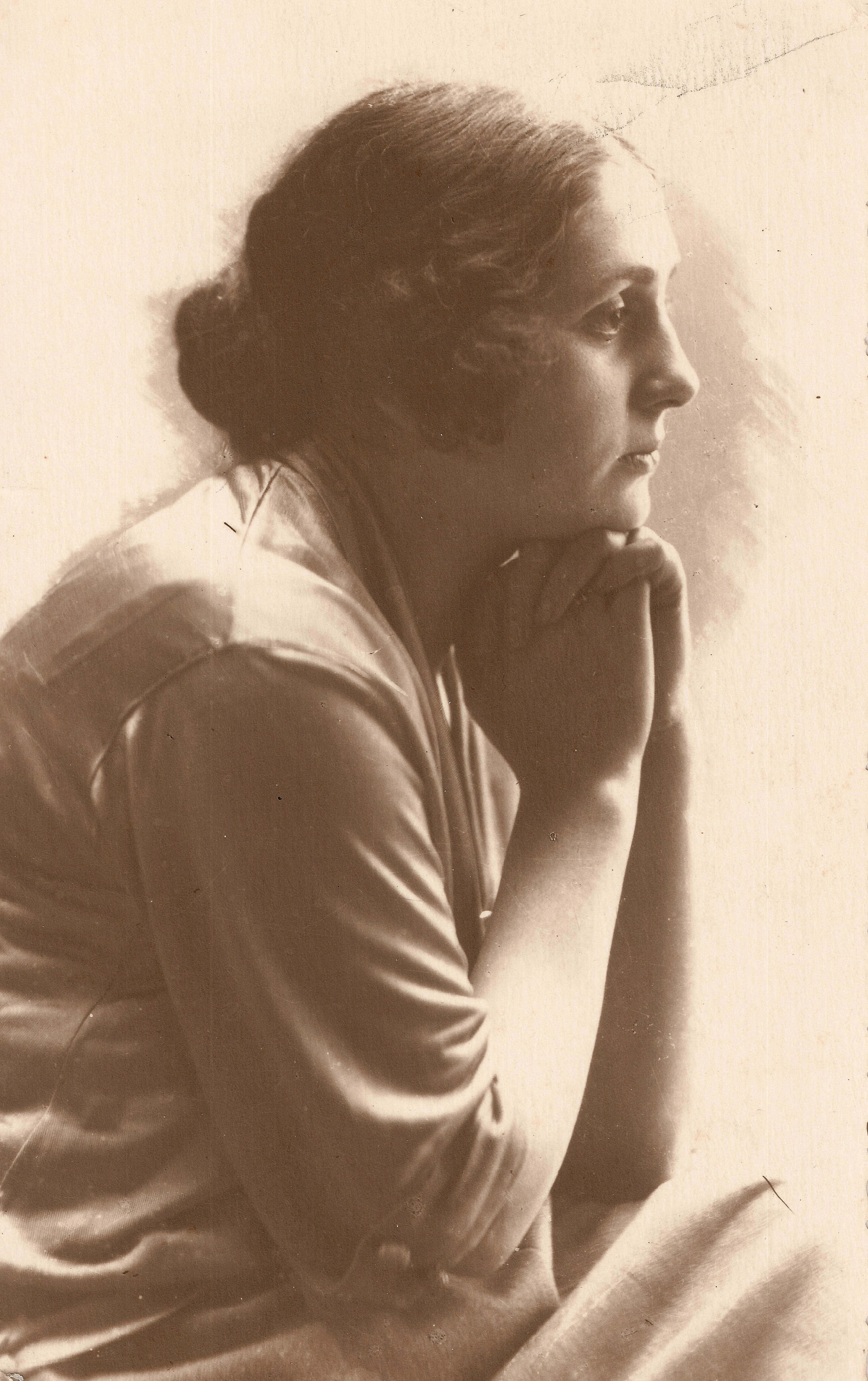
Сарие Лакоба. Жертва сталинского террора.

После убийства мужа Нестора Лакоба начались аресты их родственников. 17 августа 1937 года была арестована и сама Сария. В тюрьмах НКВД Сарию пытали, чтобы добиться от неё признания того, что Нестор был организатором заговора против Сталина. По свидетельству очевидцев, Сария мужественно выносила все пытки и издевательства на протяжении двух лет. Доводя до состояния полутрупа, её помещали в тюремную больницу, где приводили в сознание, и пытки начинались снова.

## Гибель Сарии
Сария Лакоба умерла на тридцать пятом году своей жизни в орточальской тюремной больнице 16 мая 1939 года.
Позднее Генеральный прокурор СССР Роман Руденко скажет о Сарии так: «Этой женщине памятник нужно воздвигнуть!». На создание памятника Сарии выразил надежду и писатель Фазиль Искандер.

## Память
Сегодня женское имя Сария стало распространённым в Абхазии. Инициативной группой создан фонд «Сария Лакоба», среди целей и задач которого будет установка памятника Сарии, снятие документального и художественного фильмов о её жизни и смерти.

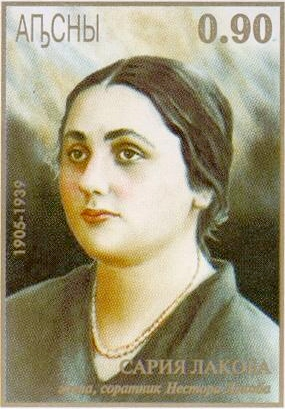

## Сария в искусстве

### В кинематографе
- В фильме «Пиры Валтасара, или Ночь со Сталиным» (1989) в роли Сарии Тамара Яндиева.
- В фильме «Не могу забыть»

### В поэзии
Трагической судьбе Сарии посвящена поэма Семена Липкина «Нестор и Сария»:

(отрывок)
41
За волосом выдёргивают волос,
И вот не стало длинных чёрных кос.
«Ну, что там эта падла? Раскололась?»
«Молчит зараза». — «Продолжай допрос».
Она страшна. Она сходна с совою.
И окровавленною головою,
Плешивою, кивает невпопад.
Какой однако сильный, чудный взгляд,
Какой горит он верою живою!
Вопрос. Удар. Вопрос. Удар. Вопрос…
Кричать — кричу, а не дождётесь слёз!
42
В её глаза втыкаются булавки, —
И вот не стало умных карих глаз…
Но матерьял, как видно, тугоплавкий, —

Не раскололась и на этот раз.